# ایان ادموند
ایان ادموند (به انگلیسی: Ian Edmond) (زادهٔ ۲ ژوئن ۱۹۷۸) شناگر اهل کشور بریتانیا است.